# محمدمهدی شجاعی‌فرد
محمدمهدی شجاعی‌فرد (زادهٔ ۱۳۲۶ در جهرم) نمایندهٔ حوزهٔ انتخابیهٔ جهرم در دوره‌های چهارم و پنجم مجلس شورای اسلامی بوده‌است.

## تاریخچه انتخابات
| سال  | انتخابات | رای    | درصد | رتبه | نتیجه      |
| ---- | -------- | ------ | ---- | ---- | ---------- |
| ۱۳۷۰ | مجلس     | ۲۵٬۵۲۲ | ۳۱٫۰ | اول  | برنده      |
| ۱۳۷۴ | مجلس     | ۳۲٬۷۸۵ | ۳۰٫۵ | اول  | برنده      |
| ۱۳۸۶ | مجلس     | ۲۷٬۱۸۴ | ۴۱٫۶ | دوم  | رای نیاورد |